# Itea oldhamii
Itea oldhamii là một loài thực vật có hoa trong họ Iteaceae. Loài này được C.K. Schneid. miêu tả khoa học đầu tiên năm 1905.